# Niedergösgen
Niedergösgen – miejscowość i gmina w Szwajcarii, w kantonie Solura, w jednostce administracyjnej (Amtei) Olten-Gösgen, siedziba administracyjna okręgu Gösgen. Leży nad rzeką Aare.

## Demografia
W Niedergösgen mieszka 4 050 osób. W 2021 roku 30% populacji gminy stanowiły osoby urodzone poza Szwajcarią. 

## Transport
Przez teren gminy przebiegają drogi główne nr 265 i nr 266.